# Square Maurice-Schwob
Le square Maurice-Schwob est un espace vert de Nantes, en France

## Situation et accès
Situé dans le quartier Bellevue - Chantenay - Sainte-Anne, il longe, sur son côté sud-est, l'ancienne carrière de Miséry.

## Origine du nom
Le square porte le nom de Maurice Schwob (1859-1928), éditeur nantais, directeur du journal Le Phare de la Loire, devenu depuis Presse-Océan.

## Historique
En 1853, la ville de Nantes achète la parcelle après le démembrement du domaine de Lusançay. L'endroit est occupé par des jardins ouvriers lorsque la municipalité déclare d'utilité publique la création d'un square public, dont le projet est mené par l'architecte de la ville, Étienne Coutan (1875-1963). Celui-ci est assez ambitieux : le « jardin-promenade » doit s'étendre de l'actuel square, passer derrière l'école de garçons de la place des Garennes, et descendre le long de l'escalier Sainte-Anne jusqu'au quai Marquis-d'Aiguillon. L'opération réalisée est plus modeste, mais nécessite, outre la résiliation des baux des jardins, l'acquisition de terrains complémentaires. Le square est inauguré le 27 septembre 1933. En 2012, le service des espaces verts et de l'environnement (SEVE) de la ville de Nantes procède à un réaménagement.
En mars 2020, un escalier monumental en acier dessiné par François Delarozière permettra depuis le belvédère de rejoindre directement le jardin aménagé dans la carrière de Miséry située en contrebas.

## Description
Le square Maurice-Schwob présente deux côtés réguliers formant un angle droit au nord-ouest, tandis qu'au sud-est il est limité par le cheminement sinueux de la crête de la falaise surplombant l'ancienne carrière de Misery. Il est bordé au nord par la rue des Garennes, et dispose d'une entrée secondaire au niveau du no 5 de l'avenue de Lusançay. Cet espace vert couvre 3 000 m2 de surface.

## Éléments architecturaux
Le square Maurice-Schwob permet à Étienne Coutan d'essayer d'explorer au maximum sa démarche urbanistique. Mais, alors que pour l'architecte le site est « pensé comme élément d'une promenade en corniche qui doit se raccorder à l'ensemble des avenues et boulevards plantés qui distribuent la ville », après la réduction du projet, il doit se contenter d'utiliser le square, qu'il dote de points de vue sur un paysage industriel, ce qui est inhabituel, et sur la Loire. Il choisit des modèles d'ameublement récurrents dans ses créations : le banc « Le Centaure », et la clôture, mur bahut en schiste local.
L'Épave est un groupe sculpté réalisé en 1926 par Paul Auban (1869-1945). Fait de tuffeau, il mesure 2 m. S'inspirant de la culture de la Bretagne, très présente à Chantenay, il figure une mère bretonne en pleurs devant le corps de son fils rejeté par la mer vers laquelle elle tend un bras vengeur (ce groupe servi de modèle à l'un des monuments aux morts de Péronne réalisé la même année par l'artiste intitulé « la Picarde maudissant la guerre »),.
Dans le cadre de l'édition 2012 du Voyage à Nantes, l'œuvre Lunar Tree est installée dans le square. Il s'agit d'un arbre mort, blanc, haut de 12 mètres. Il est l'œuvre de Mrzyk & Moriceau, deux artistes issus de l'école des beaux-arts de Nantes,.

L'Épave, sculpture de Paul Auban dans le square Maurice-Schwob
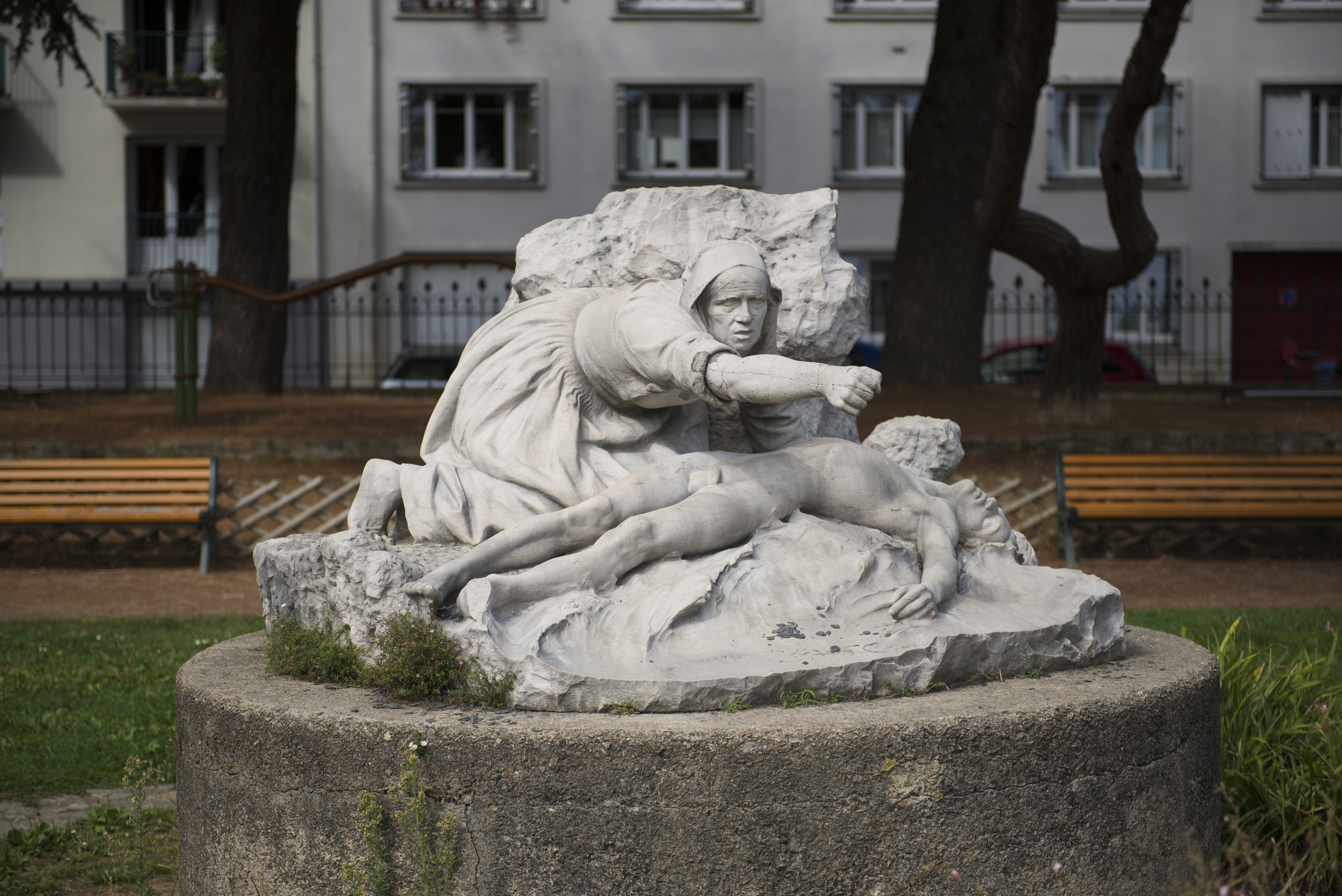
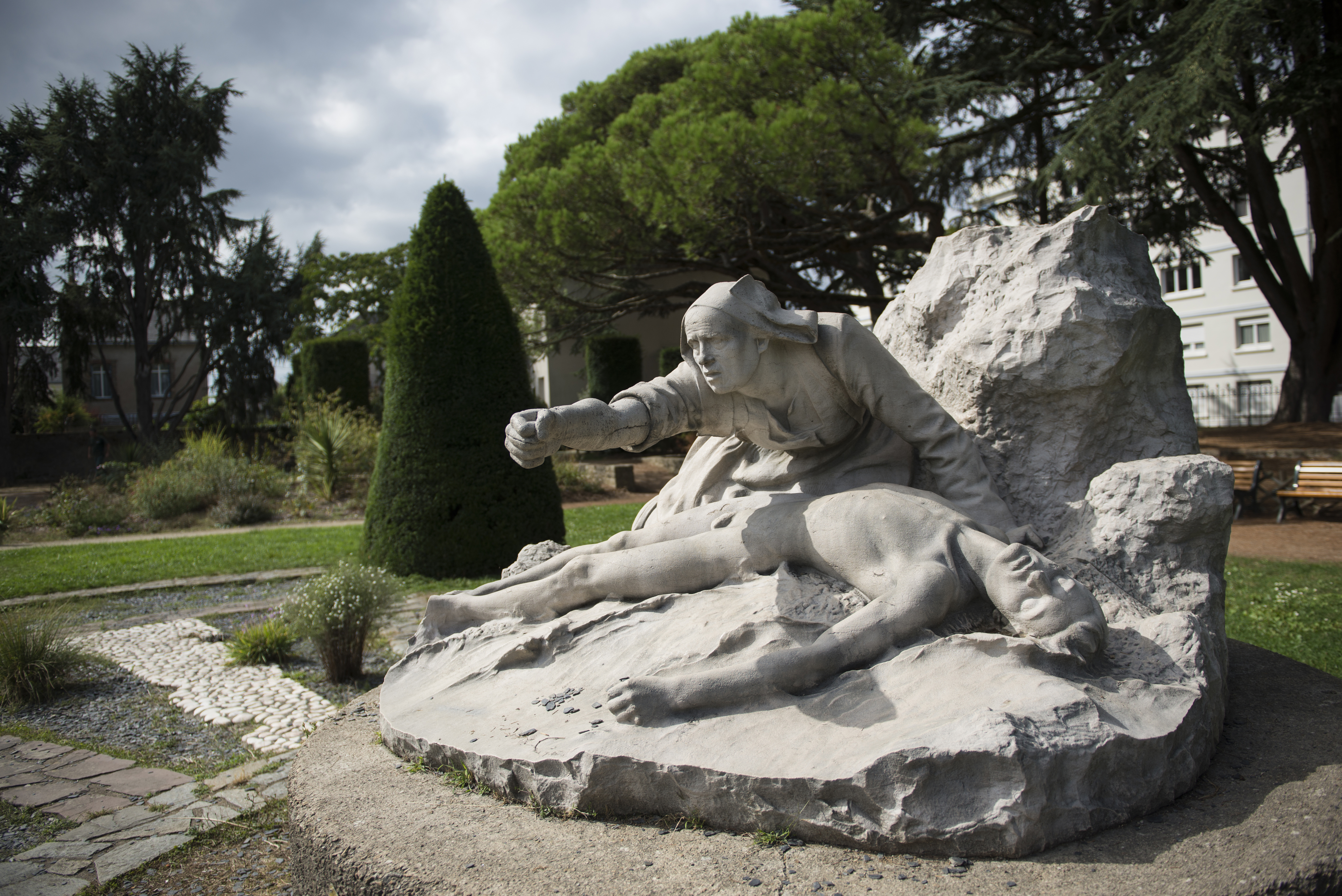
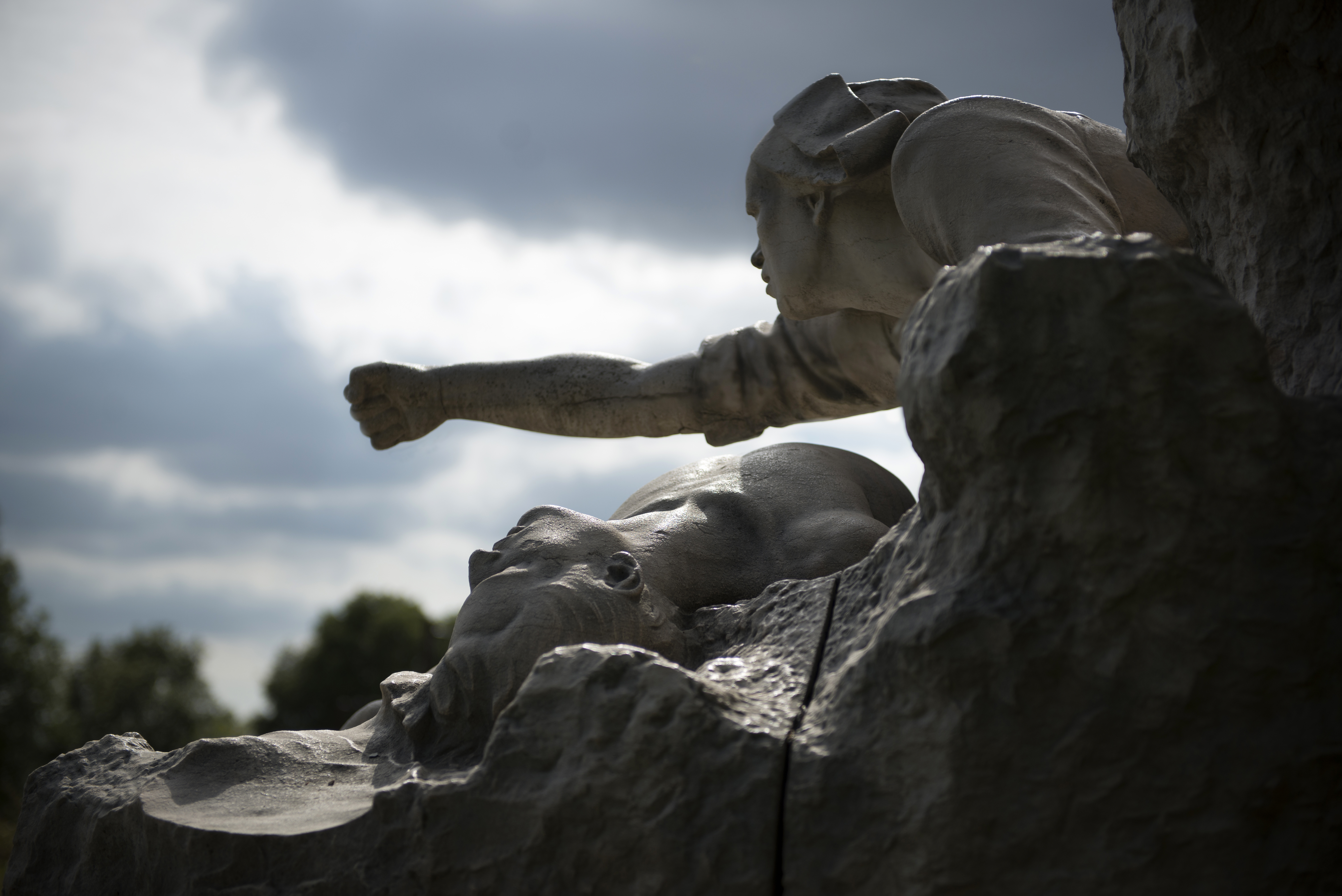